# فیصل حمیدی
فیصل حمیدی (زادهٔ ۱۶ مارس ۱۹۹۷) یک بازیکن فوتبال اهل افغانستان است. وی در تیم ملی فوتبال افغانستان و بازیکن سابق باشگاه فوتبال طوفان هریرود است. وی در حال حاضر در اتک انرژی بازی می‌کند.

## افتخارات

### باشگاهی
- لیگ برتر فوتبال افغانستان
  - قهرمان: ۱۳۹۶، ۱۳۹۷
  - نایب قهرمان: ۱۳۹۹
- لیگ قهرمانان افغانستان
  - قهرمان: ۱۴۰۱، ۱۴۰۳

### فردی
- بهترین بازیکن لیگ برتر فوتبال افغانستان
  - برنده: ۱۳۹۷
- بهترین دروازه‌بان لیگ قهرمانان افغانستان
  - برنده: ۱۴۰۳